# Epipleoneura lamina
Epipleoneura lamina – gatunek ważki z rodziny łątkowatych (Coenagrionidae). Występuje w Ameryce Południowej; stwierdzono go w Gujanie, Wenezueli, Peru i Brazylii.